# Pierre Couderc
Pour les articles homonymes, voir Pierre Couderc (scénariste) et Couderc.
Pierre Couderc, né le 12 août 1919 à Sainte-Enimie et mort le 22 mai 1985 à Mende, est un homme politique français.

## Biographie
Fils d'un agriculteur et minotier, Pierre Couderc est étudiant en médecine à Montpellier lorsqu'il est mobilisé, au début de la seconde guerre mondiale.
Rendu à la vie civile après l'armistice, il reprend ses études, est internes des hôpitaux de Pau à partir de 1941, et s'installe à Mende, comme médecine généraliste, en 1945/
Elu conseiller général de la Lozère, dans le canton de Mende, en 1958, il est ensuite réélu à ce poste jusqu'en 1982.
En 1959, il est élu maire de Saint-Etienne-du-Valdonnez, commune située à quelques kilomètres de Mende.
En 1962, il profite de la décision de Félix Viallet, député UNR, de ne pas se représenter aux législatives pour tenter sa chances, sous l'étiquette « indépendant paysan ». Il affronte un candidat officiel de l'UNR peu implanté, mais aussi le maire de Mende, René Estoup, qui arrive en tête à l'issue du premier tour. Pierre Couderc est finalement élu au second, avec une très faible majorité relative de 33,2 % des voix, dans une quadrangulaire.
Inscrit au groupe des Républicains indépendants, il est élu vice-président de la Commission des affaires culturelles, familiales et sociales, en décembre 1962, et conserve cette responsabilité jusqu'en 1975.
A l'assemblée, il intervient principalement sur les problèmes liés à la ruralité : déficit d'équipement, problème de carte scolaire, défense des agriculteurs. À partir de 1964, il est vice-président de l'association nationale de défense des régions insuffisamment développée. Mais il s'intéresse aussi à d'autres questions sans lien direct avec son électorat : en 1964, il est ainsi rapporteur d'un projet de loi relatif à la lutte contre le dopage.
En 1967, il est facilement réélu député, obtenant 52,8 % des voix dès le premier tour.
Il continue de défendre par tous les moyens le maintien, ou le développement, d'un réseau scolaire dense dans les zones rurales. Il propose ainsi de transformer en « collèges climatiques » les CEG de montagne risquant la fermeture faute d'effectifs. À l'automne 1967, il est aussi rapporteur du projet de budget de la culture.
Investi par les RI et l'UDR pour les législatives anticipées de juin 1968, il est réélu avec 68,4 % des voix.
Il s'engage alors en faveur d'une liaison  routière Méditerranée-Massif central-Paris, desservant son département, pour le maintien de la ligne ferroviaire entre  Le Monastier-sur-Gazeille et  La Bastide-Puylaurent.
En 1971, il se ne représente pas aux municipales à Saint-Etienne-du-Valdonnez, mais entre au conseil municipal de Mende.
Deux ans plus tard, de nouveau candidat aux législatives, il subit une forte contestation à droite, avec la dissidence de son ancien suppléant, Adrien Durand, sous l'étiquette du Centre démocratie et progrès et celle du maire de Mende Henri Trémolet de Villers, ancien député sous la Quatrième république, et soutenu par le CNI. Il ne l'emporte qu'au second tour, avec une majorité relative de 42,5 % des voix, Durand s'étant maintenu, ainsi que le socialiste Jean Massador.
En 1974, il fait partie des députés de droite qui soutiennent activement le projet de loi sur l'IVG.
Son activité principale, cependant, est d'être rapporteur du budget des TOM, de 1975 à 1977.
En 1977, il est élu maire de Mende, puis l'année suivante est réélu député. Il siège alors au sein du groupe de l'UDF, auquel est affilié le Parti Républicain, qui a succédé aux Républicains indépendants.
De nouveau rapporteur du budget des TOM de 1978 à 1980, il apparaît comme un spécialiste de ces questions.
Il quitte alors progressivement la politique. En 1981, il laisse l'investiture de l'UDF à son ancien allié, puis rival, Adrien Durand, et ne se représente pas aux législatives. Il abandonne le conseil général l'année suivante, et la mairie de Mende, après un seul mandat, en 1983.
Il meurt en 1985,  à l'âge de soixante-cinq ans.